# Mesosemia metuana
Mesosemia metuana är en fjärilsart som beskrevs av Felder 1865. Mesosemia metuana ingår i släktet Mesosemia och familjen Riodinidae. Inga underarter finns listade i Catalogue of Life.

## Bildgalleri

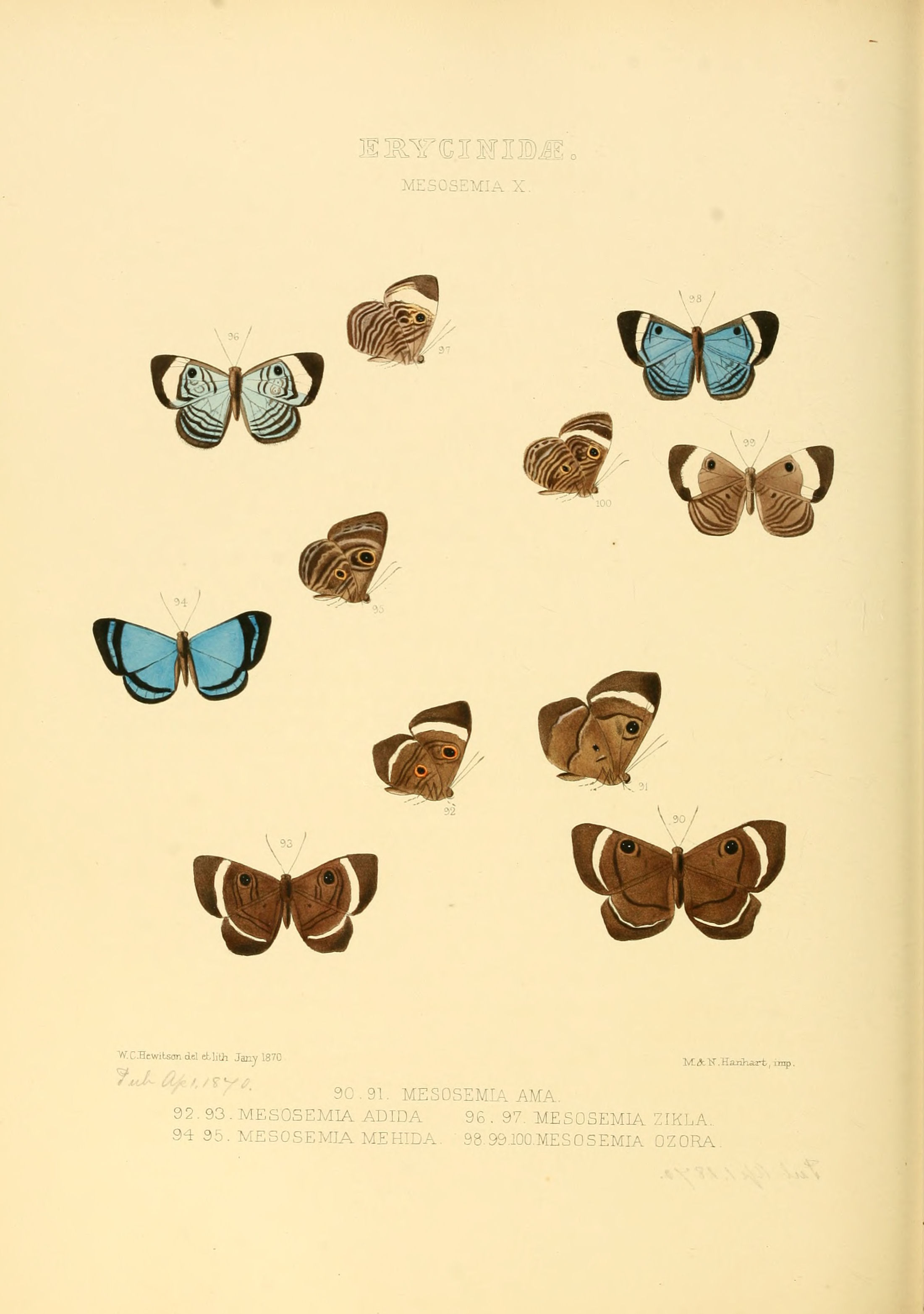